# 第4海兵航空団
第4海兵航空団（だい4かいへいこうくうだん、英: 4th Marine Aircraft Wing、略称：4th MAW）は、アメリカ海兵隊の航空団の一つ。海兵隊予備役集団に所属し、ルイジアナ州ニューオーリンズ海軍統合予備役基地に司令部が所在する。

## 部隊編成

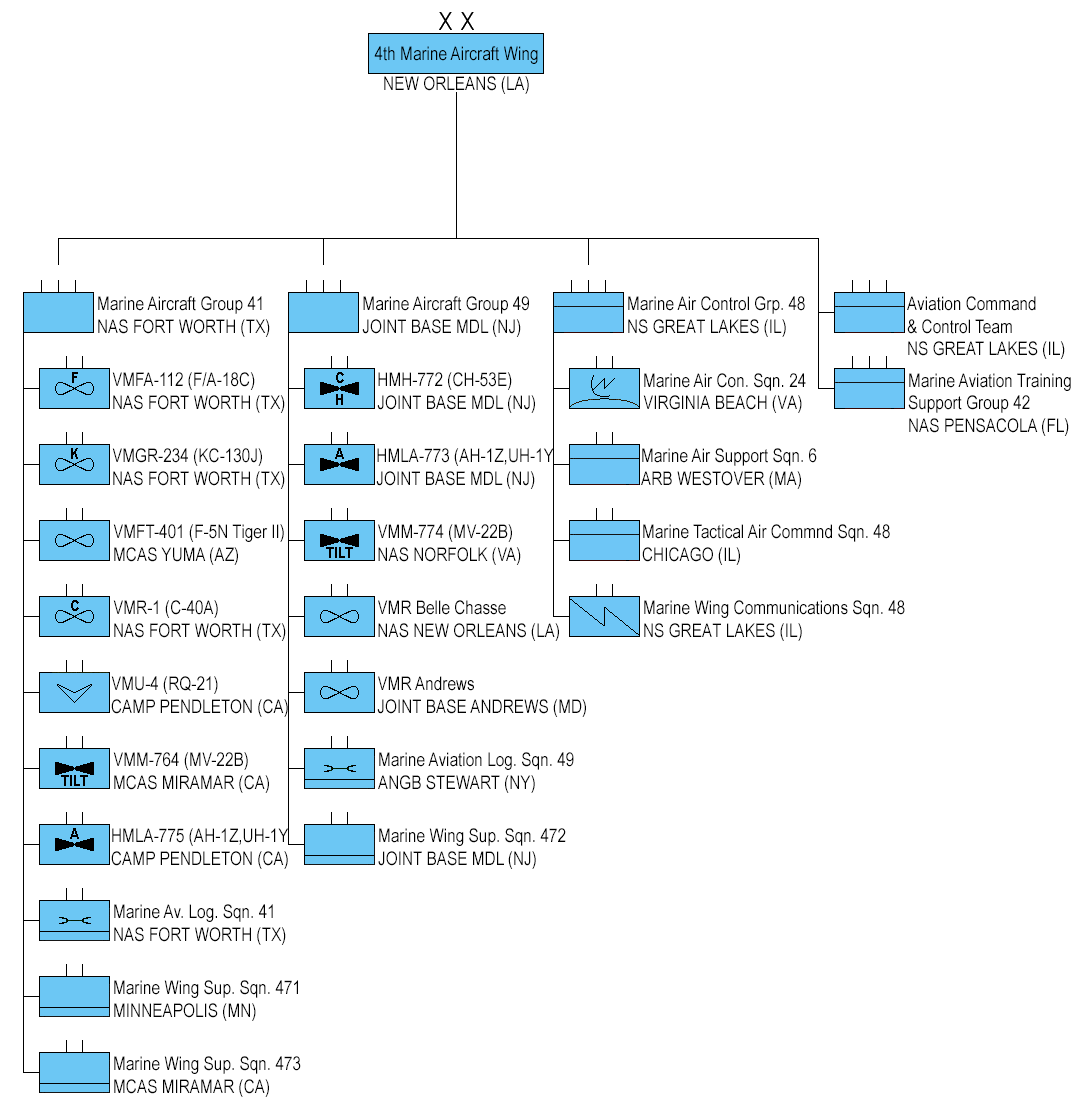
第4海兵航空団編成図

第4海兵航空団には、以下の隷下部隊が配置されている。なお、第41海兵航空群のF/A-18A+/CはF-35B、第49海兵航空群のCH-53EはCH-53Kへ順次、更新される。
- 第4海兵航空団司令部（ニューオーリンズ海軍統合予備役基地）
- 第41海兵航空群（英語版）（フォートワース海軍統合予備役基地（英語版））
  - 第471海兵航空団支援中隊（英語版）（MWSS-471） （ミネアポリス）
  - 第473海兵航空団支援中隊（英語版）（MWSS-473）"Gargoyles" （ミラマー海兵隊航空基地）
  - 第112海兵戦闘攻撃飛行隊（英語版）（VMFA-112）"Cowboys" - F/A-18A+/C
  - 第234海兵空中給油輸送飛行隊（英語版）（VMGR-234）"Rangers" - KC-130J
  - 第401海兵戦闘訓練飛行隊（英語版）（VMFT-401）"Snipers" （ユマ海兵隊航空基地） - F-5N/F
  - 第764海兵中型ティルトローター飛行隊（英語版）（VMM-764）"Moonlight" （ミラマー海兵隊航空基地） - MV-22B
  - 第775海兵軽攻撃ヘリコプター飛行隊（英語版）（HMLA-775）"Coyotes" （キャンプ・ペンドルトン海兵隊基地） - AH-1Z、UH-1Y
  - 第1海兵輸送飛行隊（英語版）（VMR-1）"Roadrunners" - C-40A
  - 第4海兵無人機飛行隊（英語版）（VMU-4）"Evil Eyes" （キャンプ・ペンドルトン海兵隊基地） - RQ-21A
  - 第41海兵航空兵站中隊（英語版）（MALS-41）"Desperados"
- 第49海兵航空群（英語版）（マックガイヤ＝ディックス＝レイクハースト統合基地（英語版））
  - 第472海兵航空団支援中隊（英語版）（MWSS-472）"Dragons"
  - 第452海兵空中給油輸送飛行隊（英語版）（VMGR-452）"Yankees" - KC-130J
  - アンドルーズ海兵輸送飛行隊（VMR Andrews）（アンドルーズ統合基地） - UC-35D
  - ベル・チャス海兵輸送飛行隊（VMR Bell Chasse）（ニューオーリンズ海軍統合予備役基地） - UC-12W、UC-35C
  - 第772海兵重ヘリコプター飛行隊（英語版）（HMH-772）"Hustlers" - CH-53E
  - 第773海兵軽攻撃ヘリコプター飛行隊（英語版）（HMLA-773）"Red Dogs" - AH-1Z、UH-1Y
  - 第774海兵中型ティルトローター飛行隊（英語版）（VMM-774）"Wild Goose" （ノーフォーク海軍基地） - MV-22B
  - 第49海兵航空兵站中隊（英語版）（MALS-49）"Magicians" （スチュワート空軍州兵基地（英語版））
- 第48海兵航空管制群（英語版）（グレート・レイクス海軍基地（英語版））
  - 第24海兵航空管制中隊（英語版）（MACS-24）"Earthquake"（バージニアビーチ）
  - 第6海兵航空支援中隊（英語版）（MASS-6）"Lighthouse"（ウェストオーバー空軍予備役基地（英語版））
  - 第48海兵航空団通信中隊（英語版）（MWCS-48）
  - 第48海兵戦術航空中隊（英語版）（MTACS-48）
- 第42海兵航空訓練支援群（ペンサコーラ海軍航空基地）

## 配属基地
- ニューオーリンズ海軍統合予備役基地（英語版） - 司令部が所在する。
- フォートワース海軍統合予備役基地（英語版） - F/A-18A+/CおよびKC-130J飛行隊が配備されている。
- ユマ海兵隊航空基地 - F-5N/F飛行隊が配備されている。
- ミラマー海兵隊航空基地 - MV-22B飛行隊が配備されている。
- キャンプ・ペンドルトン海兵隊基地 - ヘリコプター飛行隊が配備されている。
- マックガイヤ＝ディックス＝レイクハースト統合基地（英語版） - KC-130Jおよびヘリコプター飛行隊が配備されている。
- アンドルーズ統合基地
- ノーフォーク海軍基地 - MV-22B飛行隊が配備されている。
- グレート・レイクス海軍基地（英語版）
- ペンサコーラ海軍航空基地
- ウェストオーバー空軍予備役基地（英語版）
- スチュワート空軍州兵基地（英語版）